# فيليتشايفسكويي (ستافروبول)
فيليتشايفسكويي (بالروسية: Величаевское) هي مدينة في مقاطعة ستافروبول كراي في روسيا.
يبلغ عدد سكانها حوالي 5681   نسمة.